# Ghirbom
Ghirbom – wieś w Rumunii, w okręgu Alba, w gminie Berghin. W 2011 roku liczyła 505 mieszkańców.